# Christian Höfer
Christian Höfer (* 21. Mai 1922 in Selb; † 21. November 1988) war ein deutscher Kommunalpolitiker (SPD).

## Leben
Höfer kam im Mai 1922 als Sohn des Hilfsarbeiters Anton Höfer und dessen Ehefrau Lisette, geb. Schoden, zur Welt.

## Politischer Werdegang
Von 1956 bis 1988 war er Oberbürgermeister der Stadt Selb. In seiner letzten Amtszeit als Oberbürgermeister, die im Jahr 1984 begann, konnte er sein Amt in den Jahren 1987 bis 1988 aufgrund einer schweren Erkrankung nicht mehr ausüben, sodass es von seinem späteren Nachfolger Werner Schürer übernommen wurde.

## Würdigung
- Umbenennung des Ostrings in der Stadt Selb, einer Umgehungsstraße, in Christian-Höfer-Ring[3][4]